# خطة الخداع الإستراتيجي في حرب أكتوبر
في يوليو 1972 اجتمع الرئيس أنور السادات مع رئيس المخابرات العامة والمخابرات الحربية ومستشار الأمن القومي والقائد العام للقوات المسلحة لوضع خطة خداع استراتيجي يسمح لمصر بالتفوق على التقدم التكنولوجي والتسليحي الإسرائيلي عن طريق إخفاء أي علامات للاستعداد للحرب وحتى لا تقوم إسرائيل بضربة إجهاضية للقوات المصرية في مرحلة الإعداد على الجبهة، واشتملت الخطة على ستة محاور رئيسية:-:459:460:114:117:152:170

## إجراءات تتعلق بالجبهة الداخلية
ومنها استيراد مخزون استراتيجي من القمح، عن طريق قيام المخابرات العامة بتسريب معلومات بأن أمطار الشتاء قد غمرت صوامع القمح، وأفسدت ما بها، وتحوّل الأمر لفضيحة إعلامية استوردت مصر على أثرها الكميات المطلوبة. إخلاء المستشفيات تحسباً لحالات الطوارئ، عن طريق تسريح ضابط طبيب من الخدمة وتعيينه بمستشفى الدمرداش، ليعلن عن اكتشافه تلوث المستشفى بميكروب، ووجوب إخلائها من المرضى لإجراء عمليات التطهير، وفي اليوم التالى نشرت «الأهرام» الخبر معربة عن مخاوفها من أن يكون التلوّث قد وصل إلى مستشفيات أخرى، فصدر قرار بإجراء تفتيش على باقي المستشفيات، وأخليت باقي المستشفيات. استيراد مصادر بديلة للإضاءة أثناء تقييد الإضاءة خلال الغارات، عن طريق تنسيق أحد المندوبين مع مهرب قطع غيار سيارات لتهريب صفقة كبيرة من المصابيح مختلفة الأحجام، وبمجرد وصول الشحنة كان رجال حرس الحدود في الانتظار، واستولوا عليها كاملة وتم عرضها بالمجمعات الاستهلاكية. ومن أجل تقليل الانتباه العام دعا الفريق أول أحمد إسماعيل جميع وزراء الحكومة يوم 27 سبتمبر 1973 لزيارة هيئة الأركان العامة لإطلاعهم على الجديد من الأجهزة المكتبية والحاسبات الآلية.

## إجراءات تتعلق بنقل المعدات للجبهة
ومنها نقل المعدات الثقيلة كالدبابات إلى الجبهة، عن طريق نقل ورش التصليح إلى الخطوط الأمامية، ودفع الدبابات إلى هناك في طوابير بحجة إصابتها بأعطال. نقل معدات العبور والقوارب المطاطية عن طريق تسريب المخابرات تقريراً يطلب فيه الخبراء استيراد كمية مضاعفة من معدات العبور مما أثار سخرية إسرائيل، وعندما وصلت الشحنة ميناء الإسكندرية، ظلّت ملقاة بإهمال على الرصيف حتى المساء وفي ظل إجراءات أمنية توحى بالاستهتار واللامبالاة، وأتت سيارات الجيش فنقلت نصف الكمية إلى منطقة صحراوية بضاحية (حلوان)، وتمّ تكديسها وتغطيتها على مرمى البصر فوق مصاطب لتبدو ضعف حجمها الأصلي، فيما قامت سيارات مقاولات مدنية بنقل الكمية الباقية للجبهة مباشرة.

## إجراءات خداع ميدانية
ومنها توفير المخابرات لمعلومات حيوية سمحت ببناء نماذج لقطاعات خط بارليف في الصحراء الغربية لتدريب الجنود عليها وخداع الأقمار الصناعية لملء المعسكر بعدد من الخيام البالية والأكشاك الخشبية المتهالكة، ولافتات قديمة لشركات مدنية. في يوليو 1972 صدر قرار بتسريح 30 ألف من المجندين منذ عام 1967 وكان معظمهم خارج التشكيلات المقاتلة الفعلية، وفي مواقع خلفية. التمويه برفع درجة الاستعداد القصوى للجيش وإعلان حالة التأهب في المطارات والقواعد الجوية من 22 إلى 25 سبتمبر، مما يضطر إسرائيل لرفع درجة استعداد قواتها تحسباً لأي هجوم، ثم يعلن بعد ذلك أنه كان مجرد تدريب روتيني حتى جاء يوم 6 أكتوبر فظنت المخابرات الإسرائيلية أنه مجرد تدريب آخر. وبدأ القتال تحت ستار المناورة العسكرية المشتركة (تحرير 23)، ثم استبدلت خرائط التدريب بخرائط العملية (بدر) وكانت البرقيات والرسائل المصرية التي تعترضها المخابرات الإسرائيلية تؤكد أنباء تلك المناورة مما أدى إلى استبعاد إسرائيل لفكرة الحرب. في أكتوبر 1973 تم الإعلان عن فتح باب رحلات العُمْرة لضباط القوات المسلحة والجنود، وكذا تنظيم دورات رياضية عسكرية مما يتنافى وفكرة الاستعداد للحرب. شوهد الجنود المصريون على الضفة الغربية للقناة صبيحة يوم الحرب وهم في حالة استرخاء وخمول، ويتظاهر بعضهم بمص القصب وأكل البرتقال. ولإخفاء نية القوات البحرية في إغلاق مضيق باب المندب، نشر خبر صغير في شهر سبتمبر عام 1973، عن توجه ثلاث قطع بحرية مصرية إلي أحد الموانئ الباكستانية لإجراء العمرات وأعمال الصيانة الدورية لها، وبالفعل تحركت القطع الثلاث إلى ميناء عدن وهناك أمضت أسبوعاً ثم صدر لهم الأمر بالتوجه إلي أحد الموانئ الصومالية في زيارة رسمية استغرقت أسبوعاً آخر لزيارة بعض الموانئ الصومالية، ثم عادت القطع الثلاث من جديد إلي عدن وهناك جاءتهم الإشارة الكودية في مساء الخامس من أكتوبر 1973 بالتوجه إلى مواقع محددة لها عند مضيق باب المندب في سرية تامة عند نقط تسمح لها بمتابعة حركة جميع السفن العابرة في البحر الأحمر رادارياً وتفتيشها، ومنع السفن الإسرائيلية من عبور مضيق باب المندب طوال الحصار.
كما تم استخدام اللغة النوبية كنوع من الخداع والتمويه في الاتصال ونقل معلومات العدو والتي تم اقتراحها من الصول أحمد إدريس

## إجراءات خداع سيادية
ومنها اختيار موعد هجوم تحتفل فيه إسرائيل بعيد الغفران اليهودي، وتغلق خلاله المصالح الحكومية بما فيها الإذاعة والتليفزيون كما اختير على أساس الظروف المناخية والسياسية المواتية، كما كان المجتمع الإسرائيلي منشغل بالمعارك الانتخابية التشريعية. الإعلان عن زيارة قائد القوات الجوية اللواء حسنى مبارك إلى ليبيا يوم 5 أكتوبر، ثم تقرر تأجيلها لعصر اليوم التالي 6 أكتوبر 1973. وجه المشير أحمد إسماعيل الدعوة إلى وزير الدفاع الروماني لزيارة مصر يوم الاثنين 8 أكتوبر وأعلن رسمياً أنه سيكون ف استقباله شخصياً لدى وصوله إلى مطار القاهرة. أعلن رسمياً عن الاستعداد لاستقبال الأميرة مارجريت صباح الأحد 7 أكتوبر.

## تأمين تحركات واستعدادات القوات المسلحة
ومنها كشف شبكات التجسس بما في ذلك شبكة هبة سليم وشبكة طناش راندوبولو. تحييد دور الملحقين العسكريين وضباط المخابرات بالسفارات بوضعهم تحت رقابة صارمة لمنع وصولهم إلى معلومات تمس سرية الاستعداد للحرب، حتى وصل الأمر إلى ترحيل الملحق العسكري الإسباني مصاباً خلال معركة بالأيدي على متن طائرة إسعاف، لنقله تحركات سلاح الطيران المصري دقيقة بدقيقة.

## توفير المعلومات السرية عن العدو وتضليله
توفير المعلومات السرية عن العدو وتضليله عن طريق عملاء جهاز المخابرات العامة ومنهم أشرف مروان، رفعت الجمال «رأفت الهجان»، أحمد الهوان «جمعة الشوان». استخدمت اللهجة النوبية لتشفير الرسائل الهامة بين القوات أثناء المعركة لتضليل معترضي تلك الرسائل.